# Basilia
Basilia là một chi ruồi dơi trong họ Nycteribiidae.

## Các loài
Chi này gồm các loài:
- Basilia afghanica
- Basilia aitkeni
- Basilia anceps
- Basilia anomala
- Basilia ansifera
- Basilia antrozoi
- Basilia barbarae
- Basilia bathybothyra
- Basilia benkingi
- Basilia bequaerti
- Basilia boardmani
- Basilia borneensis
- Basilia carteri
- Basilia compar
- Basilia constricta
- Basilia corynorhini
- Basilia costaricensis
- Basilia currani
- Basilia daganiae
- Basilia dubia
- Basilia dunni
- Basilia echinata
- Basilia eileenae
- Basilia endoi
- Basilia falcozi
- Basilia ferrisi
- Basilia ferruginea
- Basilia forcipata
- Basilia glabra
- Basilia hamsmithi
- Basilia handleyi
- Basilia hispida
- Basilia hughscotti
- Basilia hystrix
- Basilia indivisa
- Basilia italica
- Basilia japonica
- Basilia jellisoni
- Basilia juquiensis
- Basilia kerivoulae
- Basilia limbella
- Basilia lindolphoi
- Basilia madagascarensis
- Basilia major
- Basilia manu
- Basilia mediterranea
- Basilia meridionalis
- Basilia plaumanni
- Basilia mimoni
- Basilia mirandaribeiroi
- Basilia mongolensis
- Basilia monocula
- Basilia musgravei
- Basilia myotis
- Basilia nana
- Basilia nattereri
- Basilia neamericana
- Basilia nodulata
- Basilia nudior
- Basilia ortizi
- Basilia pectinata
- Basilia peruvia
- Basilia pizonychus
- Basilia plaumanni
- Basilia pudibunda
- Basilia punctata
- Basilia quadrata
- Basilia robusta
- Basilia rondanii
- Basilia rugosa
- Basilia rybini
- Basilia saccata
- Basilia seminuda
- Basilia sierraleonae
- Basilia tarda
- Basilia techna
- Basilia tenuispina
- Basilia tiptoni
- Basilia transversa
- Basilia travassosi
- Basilia triseriata
- Basilia truncata
- Basilia truncatiformis
- Basilia victorianyanzae
- Basilia wenzeli